# Players (Coi Leray)
Players è un singolo della rapper statunitense Coi Leray, pubblicato il 30 novembre 2022.

## Descrizione
Il brano utilizza elementi composizionali di The Message, singolo del gruppo musicale Grandmaster Flash and The Furious Five del 1982, considerato un classico della old school. È diventato popolare sulla piattaforma TikTok grazie a due remix: il primo, in stile Jersey club realizzato dal DJ Smallz 732, e il secondo, realizzato da DJ Saige e basato su un campionamento del brano Put Your Hands Where My Eyes Could See di Busta Rhymes del 1997. Leray ha in seguito dichiarato di aver concepito la canzone come freestyle.

## Video musicale
Il video musicale per la versione Jersey club è stato reso disponibile il 17 gennaio 2023.

## Tracce
Testi e musiche di Brittany Collins, Johnny Goldstein, Akil King e Feli Ferraro.
Download digitale
1. Players – 2:19

Download digitale
1. Players – 2:19
2. Players (DJ Smallz 732 - Jersey Club Remix) – 1:57
3. Players (Instrumental) – 2:19

Download digitale – EP
1. Players – 2:19
2. Players (DJ Saige Remix) – 2:26
3. Players (DJ Smallz 732 - Jersey Club Remix) – 1:57
4. Players (Instrumental) – 2:19

## Successo commerciale
Il singolo è entrato nella top 30 della Billboard Hot 100 statunitense nella settimana del 18 febbraio 2023 con 29,1 milioni di ascolti radiofonici, 9,4 milioni di stream e 5 000 download digitali, divenendo il secondo singolo di Leray a raggiungere tale traguardo. Nella classifica datata al 25 marzo 2023 ha raggiunto il 12º posto della Hot 100 e il vertice della Hot Rap Songs grazie a 10,2 milioni di stream, 4 000 copie vendute digitalmente e 52,5 milioni di ascolti registrati via radio, dando a Leray il suo primo numero uno nella classifica dei singoli hip hop. La settimana seguente è salito in top ten al 9º posto con 58,5 milioni di audience radiofonica, 10,5 milioni di stream e 4 000 download, divenendo il primo singolo della rapper a varcare la regione.

## Classifiche

### Classifiche settimanali
| Classifica (2023) | Posizione massima |
| ----------------- | ----------------- |
| Australia         | 7                 |
| Austria           | 44                |
| Belgio (Vallonia) | 4                 |
| Bulgaria          | 5                 |
| Canada            | 10                |
| Danimarca         | 25                |
| Filippine         | 23                |
| Francia           | 45                |
| Germania          | 48                |
| Irlanda           | 7                 |
| Islanda           | 14                |
| Lettonia          | 19                |
| Lituania          | 15                |
| Lussemburgo       | 19                |
| Nuova Zelanda     | 6                 |
| Paesi Bassi       | 62                |
| Polonia           | 91                |
| Portogallo        | 88                |
| Regno Unito       | 7                 |
| Romania           | 6                 |
| Slovacchia        | 67                |
| Stati Uniti       | 9                 |
| Svezia            | 78                |
| Svizzera          | 32                |
| Ucraina           | 72                |

### Classifiche di fine anno
| Classifica (2023) | Posizione |
| ----------------- | --------- |
| Australia         | 31        |
| Canada            | 30        |
| Francia           | 142       |
| Islanda           | 45        |
| Regno Unito       | 54        |